# Митрополит пирејски Серафим
Серафим (Христос Менцелопулос; Атина, 29. децембар 1956) је митрополит града Пиреја у Грчкој.

## Животопис
Родио се у Атини 1956. године. Дипломирао је на Правном факултету и има положени адвокатски испит. Дипломирао је и на Богословском факултету.
Замонашен је 1980. године. Од 1983. године ради у црквеном суду Атинске архиепископије, а од 1985. године је секретар Синода за правна питања и ради у Великом црквеном суду Грчке православне цркве.

## Епископ
Децембра 2000. године васељенски патријарх Вартоломеј са Синодом Васељенске патријаршије га бира за викарног епископа архиепископу Стилијану Аустралијске архиепископије. Априла 2002. године се враћа у Грчку и бива постављен као помоћник пирејском митрополиту Калинику.
Од 28. фебруара 2006. године је митрополит Пиреја.
Говори енглески, француски и италијански језик.